# Leonardo Mayer
Leonardo Martin Mayer (* 15. Mai 1987 in Corrientes) ist ein ehemaliger argentinischer Tennisspieler.

## Leben und Karriere
2005 begann Mayer regelmäßig Future Turniere zu spielen und bereits in seiner ersten wirklichen Profisaison gelang ihm ein Sieg in Santiago in dieser Turnierklasse.
Im nächsten Jahr spielte er dann bereits regelmäßig bei Challengers mit und erreichte in Puebla das Finale, das er gegen Robert Kendrick verlor.
Nach einem mäßigen Saisonstart in die Saison 2007, mit vier Auftaktniederlagen in Serie, fing sich Mayer wieder. Am Ende des Jahres war er nach zwei Turniersiegen in den Top 200 (189) der Weltrangliste zu finden.
2008 erreichte Leonardo Mayer relativ regelmäßig zumindest das Viertelfinale bei den Challenger-Turnieren und konnte zudem in Kitzbühel bei einem ATP Turnier die erste Runde überstehen. Am Ende konnte er einen Turniersieg beim Challenger in Medellin und den 102. Platz in der ATP-Weltrangliste feiern.
Im nächsten Jahr gelang ihm der Durchbruch mit Siegen gegen etablierte Spieler wie Carlos Moyá, Igor Andrejew, Mardy Fish oder James Blake. Höhepunkte der Saison waren die Auftaktsiege bei drei Grand-Slam-Turnieren und das Erreichen des Halbfinales in Los Angeles. Das Jahr konnte er aufgrund dieser Erfolge in den Top 100 abschließen.
2016 gewann er mit dem argentinischen Davis-Cup-Team den Davis Cup. Im Finale gegen Kroatien kam er an der Seite von Juan Martín del Potro im Doppel zum Einsatz. Das Duo unterlag 0:3; Argentinien gewann jedoch das Finale mit 3:2.
Im Oktober 2021 gab Mayer seinen Rücktritt vom Tennissport bekannt.

## Erfolge
| Legende (Anzahl der Siege)  |
| Grand Slam                  |
| ATP World Tour Finals       |
| ATP World Tour Masters 1000 |
| ATP World Tour 500 (2)      |
| ATP World Tour 250 (1)      |
| ATP Challenger Tour (17)    |

| ATP-Titel nach Belag |
| Hartplatz (0)        |
| Sand (3)             |
| Rasen (0)            |

### Einzel

#### Turniersiege

##### ATP World Tour
| Nr. | Datum         | Turnier     | Belag | Finalgegner   | Ergebnis        |
| --- | ------------- | ----------- | ----- | ------------- | --------------- |
| 1.  | 20. Juli 2014 | Hamburg (1) | Sand  | David Ferrer  | 6:73, 6:1, 7:64 |
| 2.  | 30. Juli 2017 | Hamburg (2) | Sand  | Florian Mayer | 6:4, 4:6, 6:3   |

##### ATP Challenger Tour
| Nr. | Datum             | Turnier       | Belag     | Finalgegner          | Ergebnis  |
| --- | ----------------- | ------------- | --------- | -------------------- | --------- |
| 1.  | 22. Juli 2007     | Cuenca        | Sand      | Thomaz Bellucci      | 6:3, 6:2  |
| 2.  | 25. November 2007 | Puebla        | Hartplatz | Dawid Olejniczak     | 6:1, 6:4  |
| 3.  | 16. November 2008 | Medellín      | Sand      | Sergio Roitman       | 6:4, 7:5  |
| 4.  | 31. Juli 2011     | Dortmund      | Sand      | Thomas Schoorel      | 6:3, 6:2  |
| 5.  | 2. Oktober 2011   | Neapel        | Sand      | Alessandro Giannessi | 6:3, 6:4  |
| 6.  | 6. November 2011  | São Leopoldo  | Sand      | Nikola Ćirić         | 7:5, 7:61 |
| 7.  | 10. November 2012 | Guayaquil (1) | Sand      | Paolo Lorenzi        | 6:2, 6:4  |
| 8.  | 16. November 2013 | Guayaquil (2) | Sand      | Pedro Sousa          | 6:4, 7:5  |
| 9.  | 28. August 2016   | Manerbio      | Sand      | Filip Krajinović     | 7:63, 7:5 |

#### Finalteilnahmen
| Nr. | Datum           | Turnier      | Belag | Finalgegner            | Ergebnis        |
| --- | --------------- | ------------ | ----- | ---------------------- | --------------- |
| 1.  | 9. Februar 2014 | Viña del Mar | Sand  | Fabio Fognini          | 2:6, 4:6        |
| 2.  | 23. Mai 2015    | Nizza        | Sand  | Dominic Thiem          | 7:68, 5:7, 6:72 |
| 3.  | 29. Juli 2018   | Hamburg      | Sand  | Nikolos Bassilaschwili | 4:6, 6:0, 5:7   |

### Doppel

#### Turniersiege

##### ATP World Tour
| Nr. | Datum            | Turnier      | Belag | Partner       | Finalgegner              | Ergebnis  |
| --- | ---------------- | ------------ | ----- | ------------- | ------------------------ | --------- |
| 1.  | 14. Februar 2011 | Buenos Aires | Sand  | Oliver Marach | Franco Ferreiro André Sá | 7:66, 6:3 |

##### ATP Challenger Tour
| Nr. | Datum              | Turnier       | Belag     | Partner              | Finalgegner                       | Ergebnis          |
| --- | ------------------ | ------------- | --------- | -------------------- | --------------------------------- | ----------------- |
| 1.  | 19. November 2006  | Guayaquil     | Sand      | Juan Pablo Brzezicki | Marcel Felder Fernando Vicente    | 1:6, 7:5, [14:12] |
| 2.  | 6. Mai 2007        | Naples        | Sand      | Juan Pablo Brzezicki | Pablo Cuevas Horacio Zeballos     | 6:1, 6:74, [10:8] |
| 3.  | 19. April 2008     | Florianópolis | Sand      | Adrián García        | Thomaz Bellucci Bruno Soares      | 6:2, 6:0          |
| 4.  | 14. September 2008 | Quito         | Sand      | Hugo Armando         | Ricardo Mello Caio Zampieri       | 7:5, 6:2          |
| 5.  | 12. Oktober 2008   | Asunción      | Sand      | Alejandro Fabbri     | Martín García Mariano Hood        | 6:4, 7:5          |
| 6.  | 11. Januar 2009    | São Paulo     | Hartplatz | Carlos Berlocq       | Mariano Hood Horacio Zeballos     | 7:61, 6:3         |
| 7.  | 3. Mai 2009        | Tunis         | Sand      | Brian Dabul          | Johan Brunström Jean-Julien Rojer | 6:4, 7:66         |
| 8.  | 29. Oktober 2016   | Lima          | Sand      | Sergio Galdós        | Ariel Behar Gonzalo Lama          | 6:2, 7:67         |

#### Finalteilnahmen
| Nr. | Datum            | Turnier       | Belag         | Partner          | Finalgegner                        | Ergebnis         |
| --- | ---------------- | ------------- | ------------- | ---------------- | ---------------------------------- | ---------------- |
| 1.  | 14. Februar 2010 | San José      | Hartplatz (i) | Benjamin Becker  | Mardy Fish Sam Querrey             | 6:73, 5:7        |
| 2.  | 25. August 2012  | Winston-Salem | Hartplatz     | Pablo Andújar    | Santiago González Scott Lipsky     | 3:6, 6:4, [2:10] |
| 3.  | 7. Januar 2018   | Brisbane      | Hartplatz     | Horacio Zeballos | Henri Kontinen John Peers          | 6:3, 3:6, [2:10] |
| 4.  | 8. Februar 2020  | Córdoba       | Sand          | Andrés Molteni   | Marcelo Demoliner Matwé Middelkoop | 3:6, 6:74        |